# Бельгия на летних Олимпийских играх 1984
Бельгия принимала участие в Летних Олимпийских играх 1984 года в Лос-Анджелесе (США) в восемнадцатый раз за свою историю, и завоевала одну серебряную, одну золотую и две бронзовые медали. Сборная страны состояла из 63 спортсменов (47 мужчин, 16 женщин).

## Медалисты
| Медаль  | Спортсмен                | Вид спорта           | Дисциплина              |
| ------- | ------------------------ | -------------------- | ----------------------- |
| Золото  | Роже Илежем              | Велоспорт            | Мужчины, гонка по очкам |
| Серебро | Пьер-Мари Делуф Дик Круа | Академическая гребля | Мужчины, двойки парные  |
| Бронза  | Анн Хасебраук            | Академическая гребля | Женщины, одиночки       |
| Бронза  | Ингрид Лемперёр          | Плавание             | Женщины, 200 м брассом  |